# 38541 Rustichelli
38541 Rustichelli è un asteroide della fascia principale. Scoperto nel 1999, presenta un'orbita caratterizzata da un semiasse maggiore pari a 3,1385806 UA e da un'eccentricità di 0,1465911, inclinata di 3,99471° rispetto all'eclittica.